# Brett Martin
Pour les articles homonymes, voir Martin.
Brett Martin, né le 23 janvier 1963, est un joueur  de squash représentant l'Australie. Il atteint en mars 1994 la deuxième place mondiale sur le circuit international, son meilleur classement. Il fait partie de l'équipe d'Australie championne du monde par équipes en 1989 et 1991 et finaliste en 1993.

## Biographie
Brett Martin est issu d'une des familles les plus réputées en squash. Son frère Rodney Martin est champion du monde en 1991 en battant la légende Jahangir Khan en finale et sa sœur Michelle Martin est triple championne du monde en 1993, 1994 et 1995. Il est marié à la joueuse de squash Melissa Vacca.

## Palmarès

### Titres
- Open de Hong Kong (squash) : 1993
- Australian Open : 2 titres(1994, 1996)
- Championnats du monde par équipes : 1989, 1991

### Finales
- Australian Open : 1997
- British Open : 1994
- Tournament of Champions : 1994
- US Open : 1991
- Championnats du monde par équipes : 1993